# 風櫃威武金王殿
風櫃威武金王殿，臺灣澎湖廟宇，位居馬公風櫃里。舊稱德安宮。建廟時間不詳，據傳為清朝末期風櫃溫王殿溫王爺扶乩指示，派萬善爺於關隘處守衛，此為立廟發端。大正年間逢溫王廟擴建，遣金、邱、羅三位王爺神移駕鎮守，主祀金府王爺。

## 沿革
明朝末年，多名金門人士遷往澎湖風櫃定居；據傳東渡臺灣過程中，黑水溝洶湧、航行危險，幸賴溫王爺隨行庇佑，乃建草寮安奉，形成聚落信仰中心。俟大清雍正年間，遷廟興建「流水亨通溫王廟」（即風櫃溫王殿），感謝神恩。由於風櫃尾聚落三面臨海，地廣人稀，屢有鬼魅侵襲，溫王爺最初降示於聚落東南口接嵵裡處蓋座小廟，曰德安宮，派遣萬善爺駐守。
大正11年（1922年）德安宮開辦鸞堂「勸善堂」（後改德心堂），大正15年（1926年）風櫃居民商議擴建溫王廟，溫王爺同時感應德安宮神靈應接不暇，派駐金王爺、邱王爺、羅王爺三位神爺移駕德安宮，且奉金王爺為主神，德安宮遂改名為「德安宮金王殿」。
1945年戰後初期，金王殿曾被國軍海防部隊佔用為東港檢查站。民國60年（1971年）重啟修建，兩年後竣工更名為「威武金王殿」。民國96年（2007年）耗資1800萬元將舊廟拆除重修，落成後於民國98年（2009年）舉行入火大典，喧騰一時。

## 圖輯

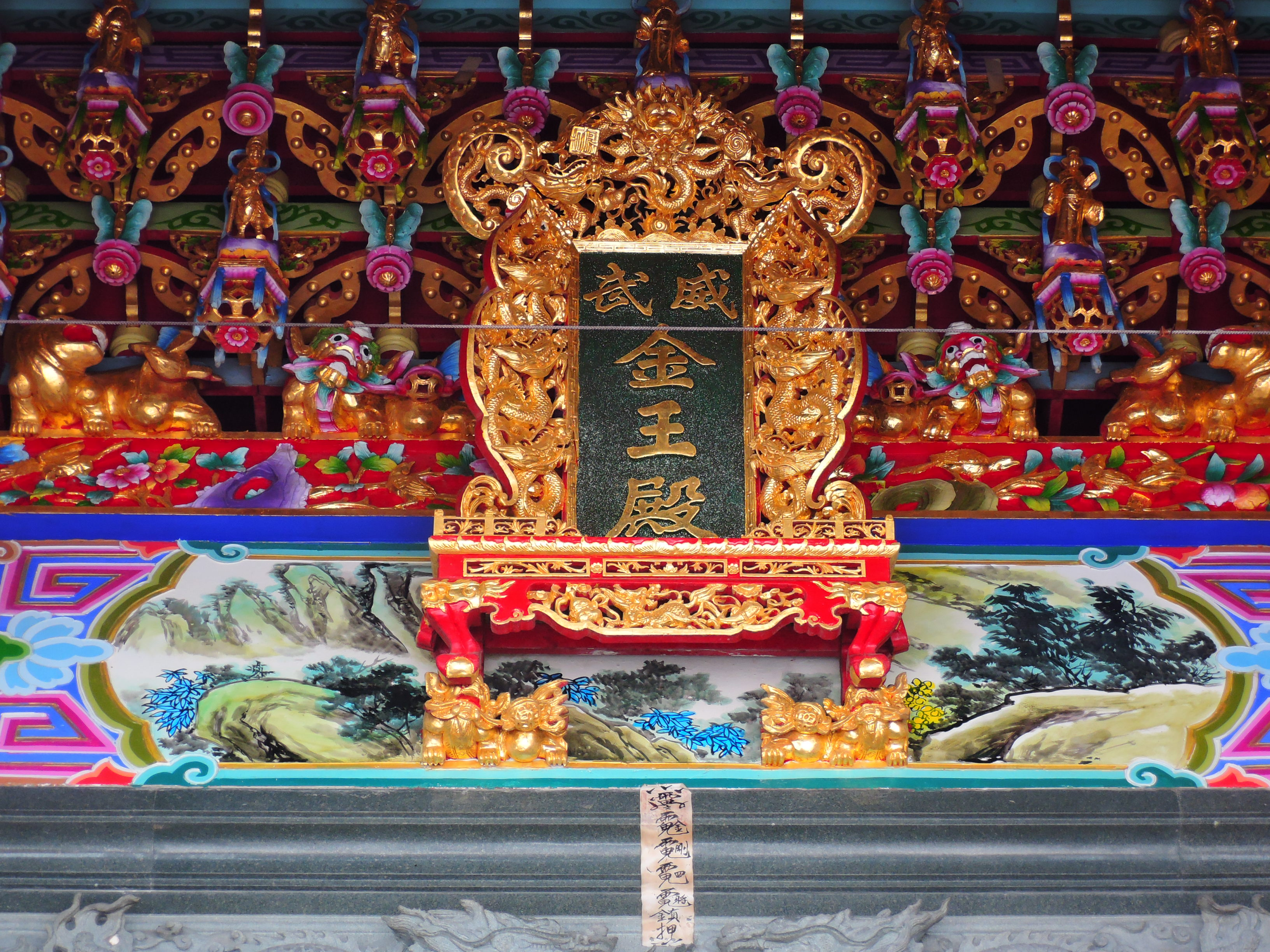
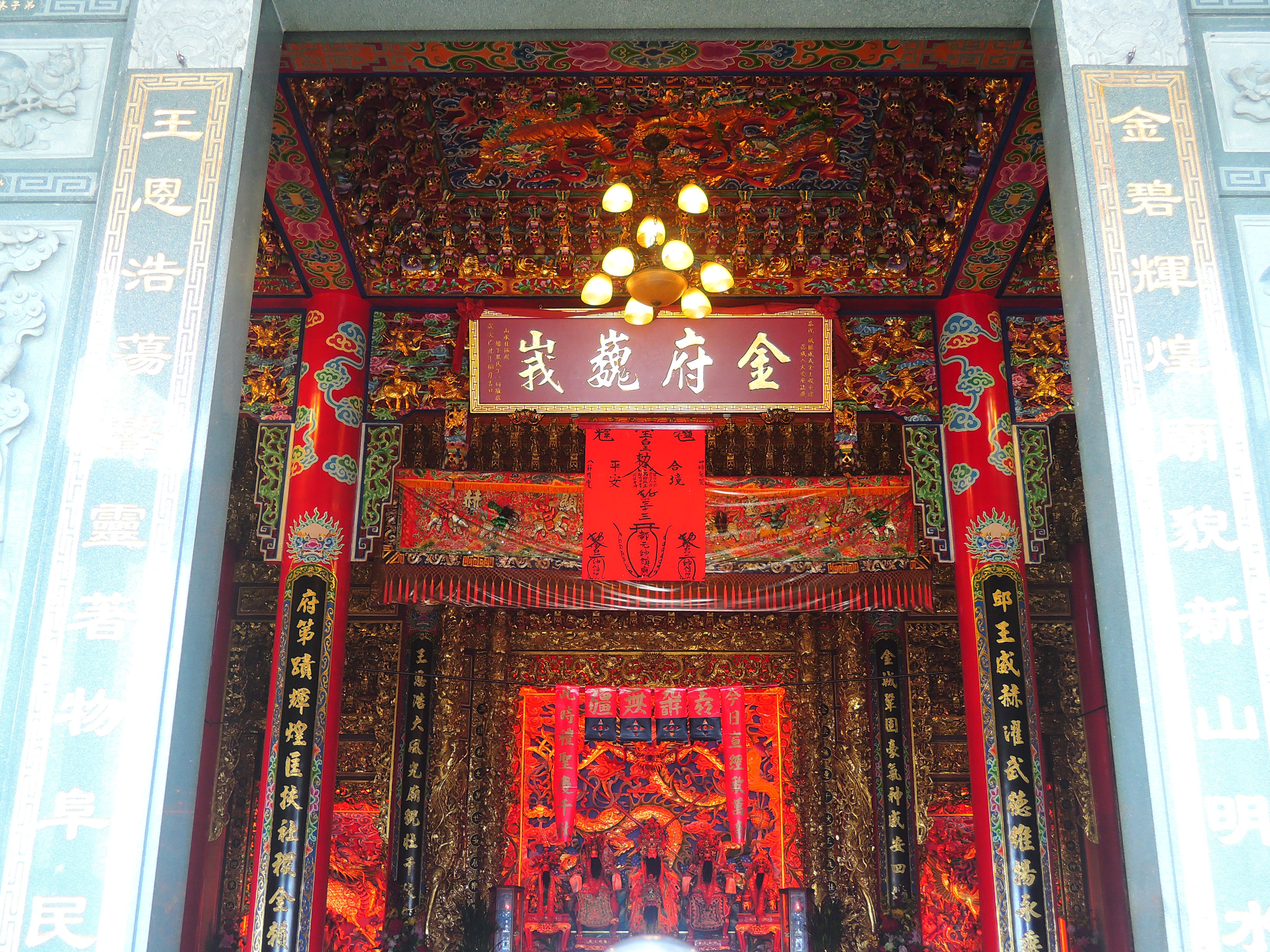
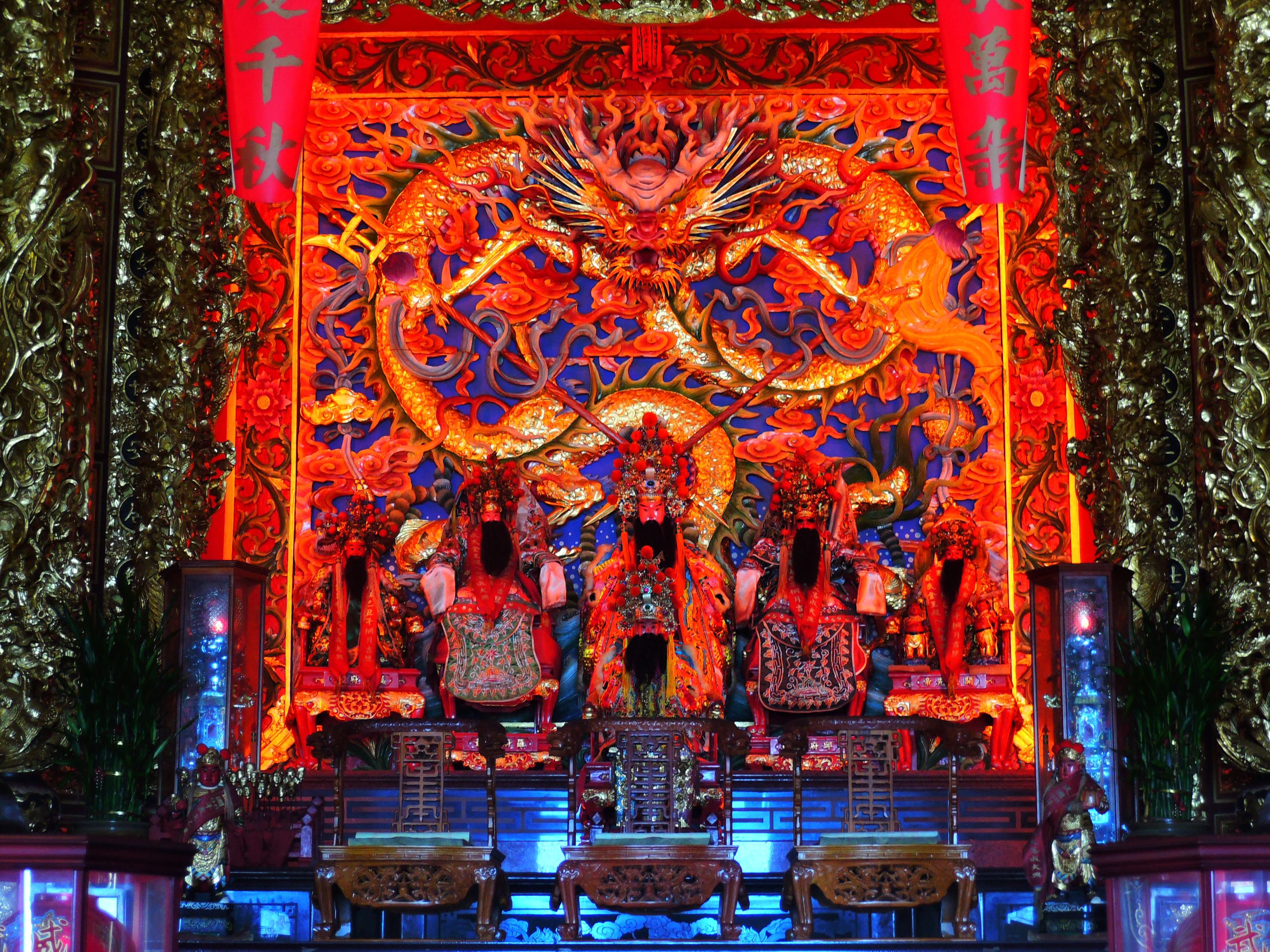
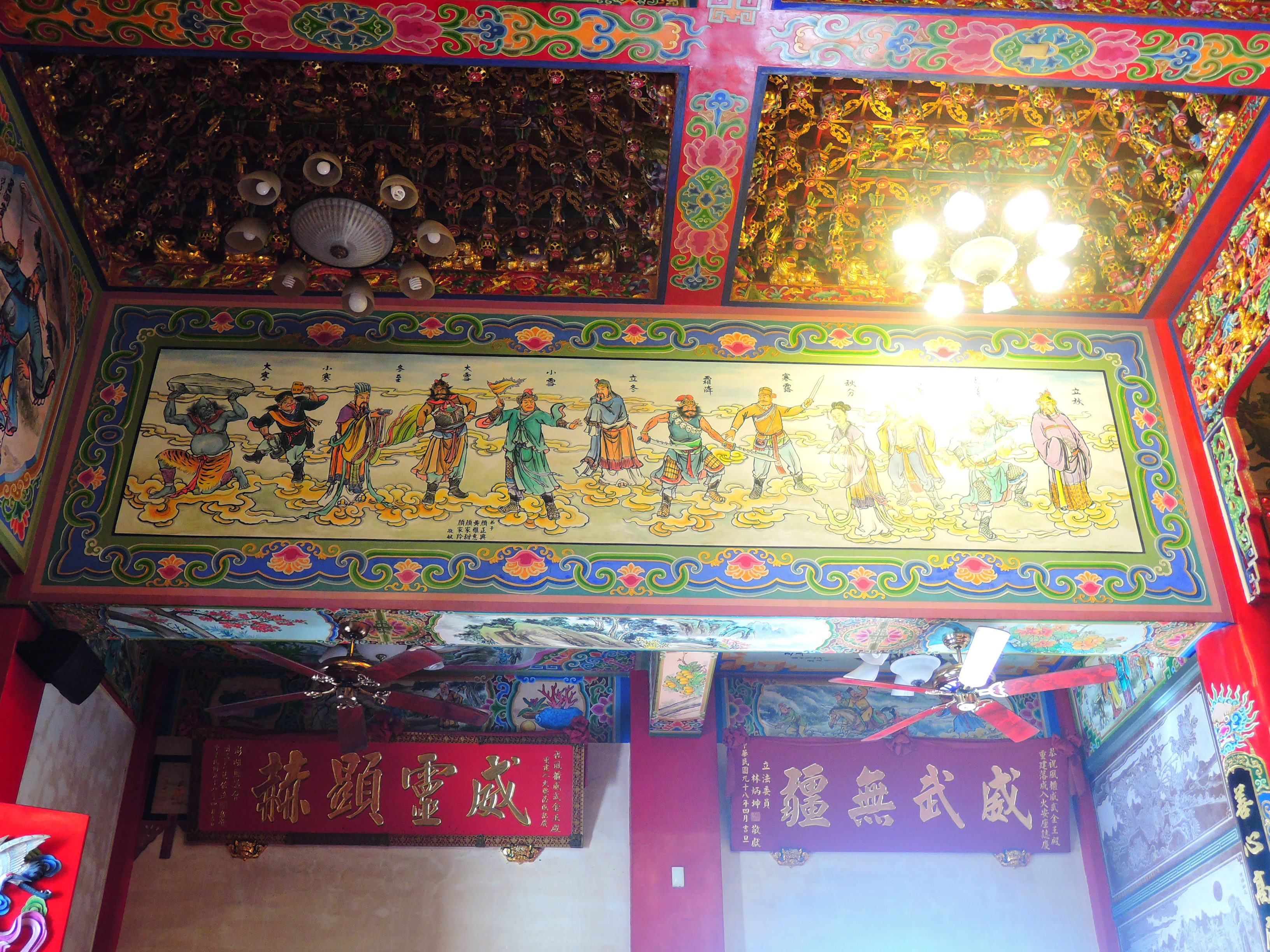
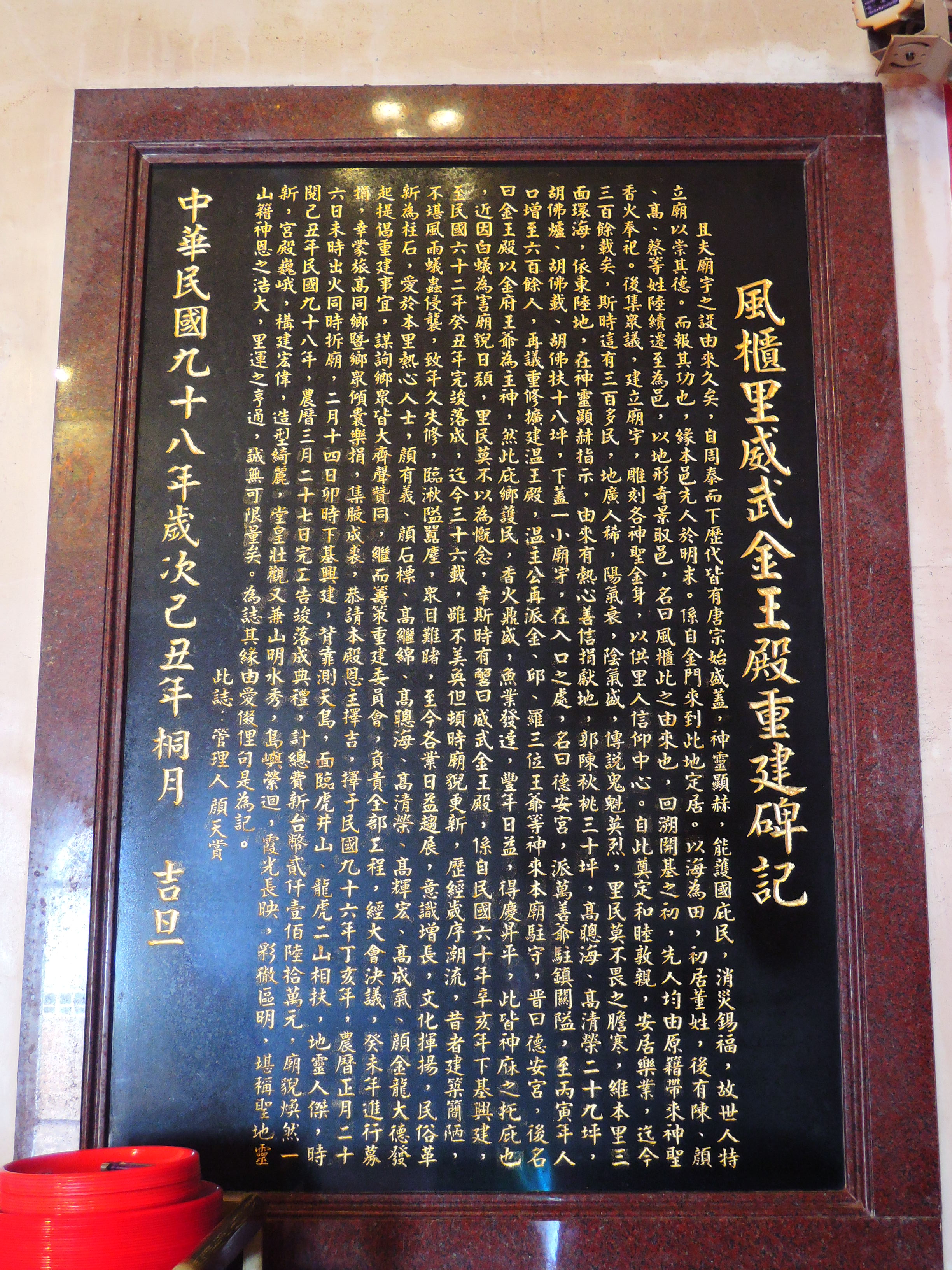